# Ботаника (Грузия)
Ботаника (груз. ბოტანიკა) — село в Грузии, на территории Гардабанского муниципалитета края (мхаре) Квемо-Картли.

## География
Село находится в юго-восточной части Грузии, к востоку от реки Куры, на расстоянии приблизительно 1 километра (по прямой) к северо-западу от города Гардабани, административного центра муниципалитета.

## Население
По результатам официальной переписи населения 2014 года в Ботанике проживало 869 человек (420 мужчины и 449 женщин). В национальной структуре населения азербайджанцы составляли 85,9 %, грузины — 13,7 %.